# 萊姆街 (倫敦)

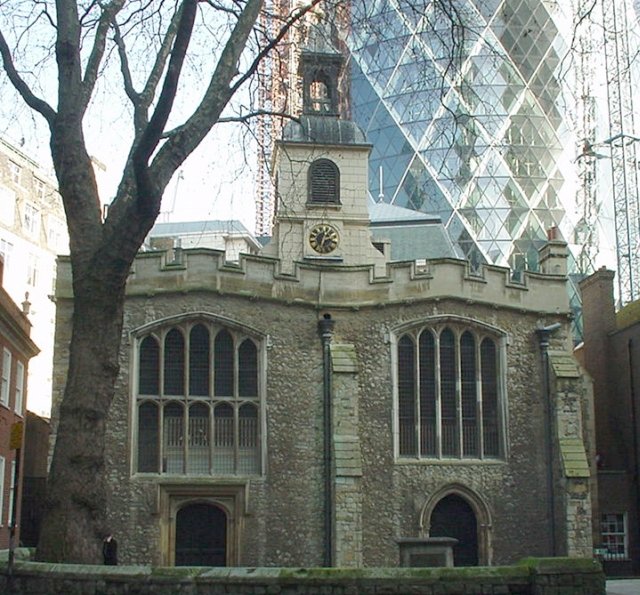
位于莱姆街坊的圣海伦主教门教堂

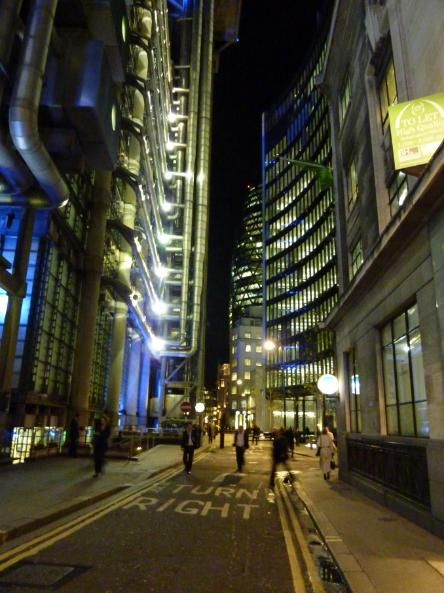
萊姆街

萊姆街（Lime Street）是倫敦市的一條小路，南端是芬喬奇街，北端是利德賀街，名稱取自於石灰（英文中石灰是Lime）。這裡有世界最大保險企業之一勞合社的總部。2012年奧運會馬拉松比賽有部分路段途徑萊姆街。